# 2011年夏季世界大學生運動會網球比賽
2011年夏季世界大學生運動會網球比賽於2011年8月14日至21日在龍崗體育中心網球場舉行，比賽共設七個小項，分別是男子單打、男子雙打、男子團體、女子單打、女子雙打、女子團體和混合雙打。

## 賽事

### 獎牌榜
| 排名 | 国家／地区      | 金牌 | 银牌 | 铜牌 | 總數 |
| ---- | --------------- | ---- | ---- | ---- | ---- |
| 1    | 泰国（THA）     | 2    | 1    | 1    | 4    |
| 2    | 韩国（KOR）     | 2    | 0    | 2    | 4    |
| 3    | 中華台北 (TPE)  | 2    | 0    | 1    | 3    |
| 4    | 日本（JPN）     | 1    | 1    | 1    | 3    |
| 5    | 白俄罗斯（BLR） | 0    | 3    | 2    | 5    |
| 6    | 俄罗斯（RUS）   | 0    | 1    | 3    | 4    |
| 7    | 中国（CHN）     | 0    | 1    | 0    | 1    |
| 8    | 墨西哥（MEX）   | 0    | 0    | 1    | 1    |
| 8    | 西班牙（ESP）   | 0    | 0    | 1    | 1    |
| 總數 | 總數            | 7    | 7    | 12   | 26   |

### 項目
| 項目     | 金牌                                                                            | 银牌                                                      | 铜牌                                                         |
| 男子單打 | 林容圭 · 韩国（KOR）                                                            | 泰穆拉茲·加巴什維利 · 俄罗斯（RUS）                       | 谢尔盖·贝托夫 · 白俄罗斯（BLR）                              |
| 男子單打 | 林容圭 · 韩国（KOR）                                                            | 泰穆拉茲·加巴什維利 · 俄罗斯（RUS）                       | Alaiksander Bury · 白俄罗斯（BLR）                           |
| 女子單打 | Nudnida Luangnam · 泰国（THA）                                                  | Nungnadda Wannasuk · 泰国（THA）                          | Ksenia Lykina · 俄罗斯（RUS）                                |
| 女子單打 | Nudnida Luangnam · 泰国（THA）                                                  | Nungnadda Wannasuk · 泰国（THA）                          | Yoo Mi · 韩国（KOR）                                         |
| 男子雙打 | 中華台北 ( TPE ) 謝政鵬 李欣翰                                                  | 西亞爾黑·貝濤 · 亞歷山大‧貝利 · 白俄罗斯（BLR）           | 林永圭 · 薛在民 · 韩国（KOR）                                |
| 男子雙打 | 中華台北 ( TPE ) 謝政鵬 李欣翰                                                  | 西亞爾黑·貝濤 · 亞歷山大‧貝利 · 白俄罗斯（BLR）           | David Estruch · Pablo Manuel Montoro Gimenez · 西班牙（ESP） |
| 女子雙打 | 青山修子 · 高畑壽彌 · 日本（JPN）                                               | 郭露 · 李婷 · 中国（CHN）                                 | Valeria Pulido · Leticia Nazari Urbina · 墨西哥（MEX）       |
| 女子雙打 | 青山修子 · 高畑壽彌 · 日本（JPN）                                               | 郭露 · 李婷 · 中国（CHN）                                 | 瑪爾塔·西羅特金娜 · 克謝尼婭·盧金娜 · 俄罗斯（RUS）          |
| 混合雙打 | 中華台北 ( TPE ) 李欣翰 詹謹瑋                                                  | Aliaksander Bury · Sviatlana Pirazhenka · 白俄罗斯（BLR） | 青山修子 · 仁木拓人 · 日本（JPN）                            |
| 混合雙打 | 中華台北 ( TPE ) 李欣翰 詹謹瑋                                                  | Aliaksander Bury · Sviatlana Pirazhenka · 白俄罗斯（BLR） | Weerapat Doakmaiklee · Varatchaya Wongteanchai · 泰国（THA） |
| 男子團體 | 韩国（KOR） · 林永圭 · Oh Dae-soung · 薛在民                                    | 白俄罗斯（BLR） · 谢尔盖·贝托夫 · Aliaksander Bury ·      | 中華台北 (TPE) 謝政鵬 黃亮祺 李欣翰                          |
| 女子團體 | 泰国（THA） · Nudnida Luangnam · Nungnadda Wannasuk · Varatchaya Wongteanchai · | 日本（JPN） · 青山修子 · 石津幸恵 · 桑田寛子 · 高畑壽彌   | 俄罗斯（RUS） · Ksenia Lykina · Marta Sirotkina ·            |

## 參照
- 夏季世界大學運動會網球比賽